# Ácido poliglicólico

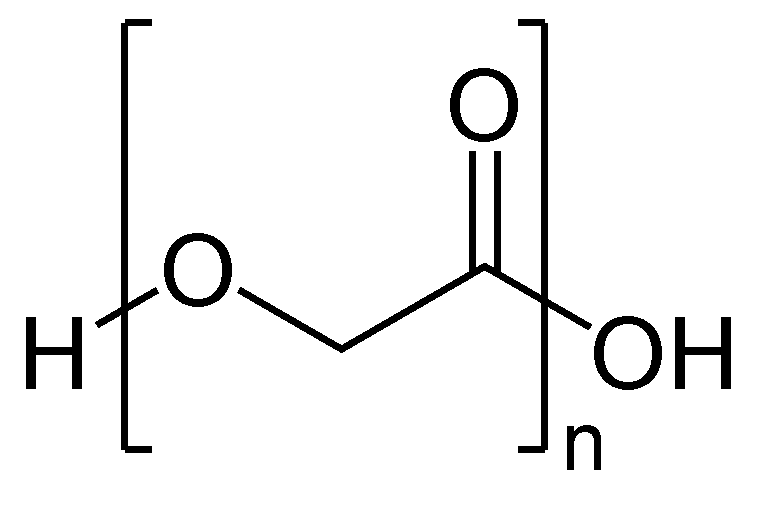
Estructura química del ácido poliglicólico

El poliglicolato o ácido poliglicólico es un polímero biodegradable, termoplástico y el más simple de los poliéster alifáticos lineales. Puede prepararse a partir de ácido glicólico por medio de la policondensación o ciertas formas de polimerización. El poliglicolato se ha conocido desde 1954 como una fibra dura de formación de polimérica. Debido a su inestabilidad hidrolítica, su uso fue inicialmente limitado. En la actualidad el poliglicolato y sus copolímeros con o sin ácido láctico son ampliamente utilizados como material para la síntesis de suturas absorbibles y se están evaluando en otras áreas del campo biomédico.

## Usos
A pesar de que se conocía al poliglicolato desde 1954, se le había dado poco uso debido a su fácil degradación en comparación con otros polímeros sintéticos. Sin embargo en 1962 este polímero fue utilizado para desarrollar la primera sutura absorbible sintética bajo la marca registrada de Dexon. Debido a que el poliglicolato tiene fibras fuertes y que se degradan en monómeros solubles en agua, las suturas hechas con este polímero han encontrado uso en ciertos procedimientos quirúrgicos. A menudo, aparatos y dispositivos médicos implantables se han producido con poliglicolato, a menudo en combinación con el ácido láctico.

## Ventajas
El poliglicolato es un material resistente, no es rígido, no se deshilacha y ofrece buena seguridad del nudo durante la sutura. En general, presenta las características de fuerza de tensión y absorción parecidas a la poliglactina 910.